# Daniel Renkonen

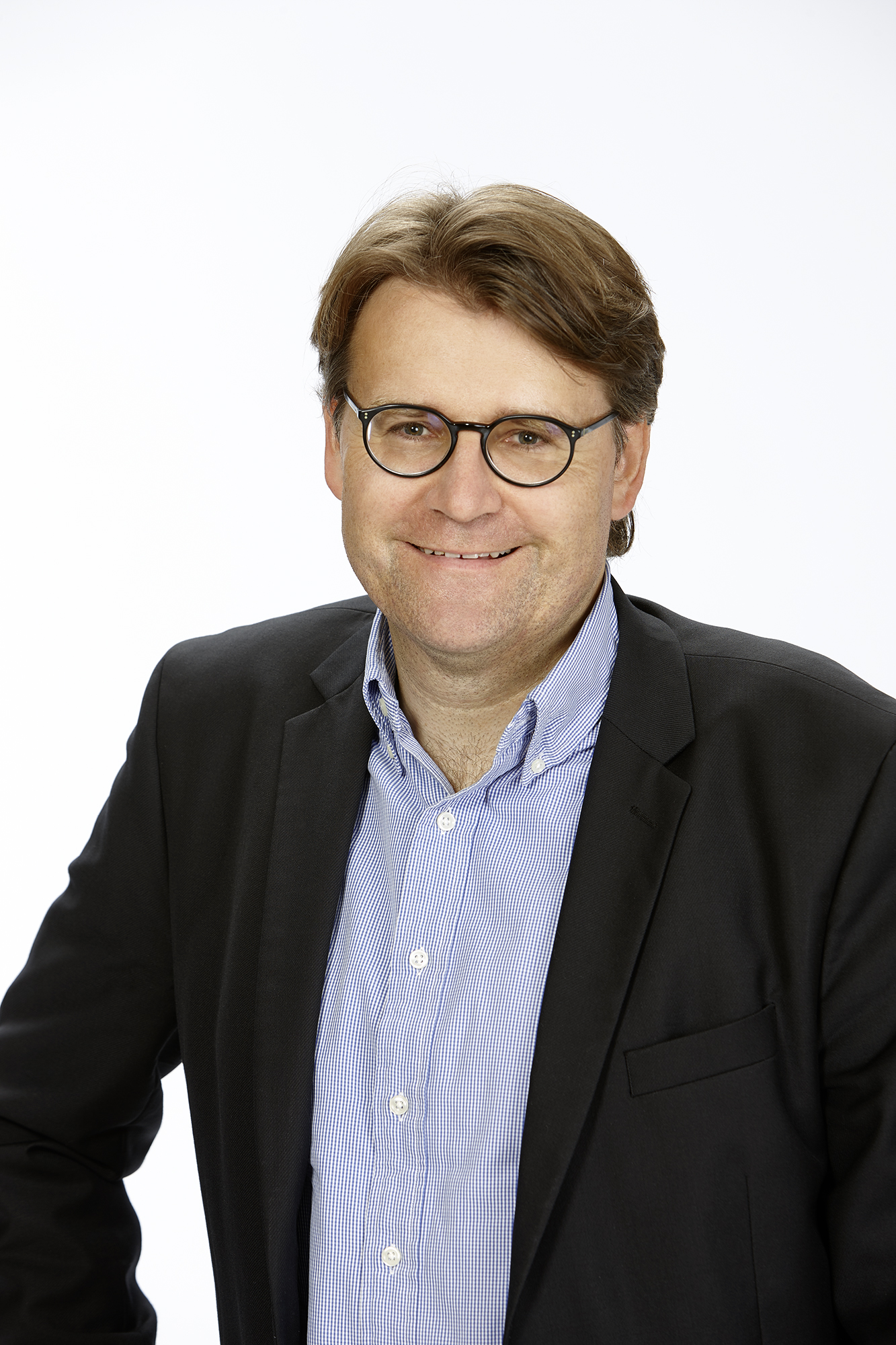
Daniel Renkonen (2016)

Daniel Renkonen (* 25. Februar 1970 in Eutin) ist ein deutscher Politiker (Bündnis 90/Die Grünen). Von 2011 bis 2021 war er Abgeordneter im Landtag von Baden-Württemberg.

## Leben
Renkonen ist von Beruf Lokal- und Sportjournalist im Landkreis Böblingen und war als Mitglied des Verwaltungsrates der Kreissparkasse Ludwigsburg und als Jugendschöffe am Amtsgericht Ludwigsburg tätig.
Er ist seit 2005 Mitglied von Bündnis 90/Die Grünen. Er war fünf Jahre im Gemeinderat von Tamm vertreten und war zwischen 1994 und 2014 Mitglied des Kreistages im Landkreis Ludwigsburg, ab 2000 auch als Fraktionsvorsitzender. Bei der Landtagswahl 2011 errang er mit 25,0 % der Stimmen im Wahlkreis Bietigheim-Bissingen ein Zweitmandat und zog so in den Landtag von Baden-Württemberg ein. Bei der Landtagswahl am 13. März 2016 wurde Renkonen mit 32,06 % wiedergewählt und erhielt damit das Direktmandat für den Wahlkreis Bietigheim-Bissingen.
Er vertrat die Grüne Landtagsfraktion im Verkehrs- und Umweltausschuss und fungierte auch als Sprecher für Klimaschutz. Im Verkehrsbereich war Renkonen zuständig für die Themen Busverkehr, Luftreinhaltung, Umweltzonen, Stuttgart 21 und die Neubaustrecke Stuttgart-Ulm. Im Umweltbereich war er zuständig für Atomenergie, Rückbau der Kernkraftwerke, Klimaschutz und vertrat die Landtagsfraktion als Mitglied in der Informationskommission zum Kernkraftwerk in Neckarwestheim. 
Für die Landtagswahl 2021 wurde er nicht erneut von seiner Partei nominiert.